# 강화 이씨
강화 이씨(江華李氏)는 인천광역시 강화군을 본관으로 하는 한국의 성씨이다. 시조는 중랑장(中郞將)과 태자태보(太子太保)를 지낸 고려의 삼한벽상공신(三韓壁上功臣) 이대평(李大平)이다.

## 참고 자료
- “강화이씨(江華李氏)”. 뿌리를 찾아서.[깨진 링크(과거 내용 찾기)]